# Бусо VIII фон Алвенслебен
Бусо VIII фон Алвенслебен (на немски: Busso VIII. von Alvensleben; * между 1455 и 1460; † 13 октомври 1493) е благородник от „род Алвенслебен“, епископ на Хавелберг (1487 – 1493) в Саксония-Анхалт.

## Живот
Той е третият син на Лудолф IV фон Алвенслебен (1421 – 1476) и съпругата му Анна фон Бюлов († 1473), дъщеря на рицар Вико фон Бюлов († 1453) и Кристина фон Карлов († сл. 1469). Брат е на Гебхард XVII фон Алвенслебен († 1541) и чичо на Бусо X фон Алвенслебен († 1548), епископ на Хавелберг (1522 – 1548).
Бусо VIII следва през 1476 г. в Росток, 1477 – 1478 г. в Лайпциг и право от 1480 г. в Болоня, където през 1484 г. промовира за доктор по двете права. След три години през 1487 г., по препоръка на курфюрста на катедралния капител, е избран за епископ на Хавелберг.
Той умира много млад през нощта от 12/13 октомври 1493 г. и е погребан в катедралата на Хавелберг, където гробната му плоча днес се намира зад главния олтар.